# Ère Taika
L'ère Taika (en japonais : 大化 (Taika) est l'une des ères du Japon (年号, nengō, littéralement « le nom de l'année »), suivant le règne de l'impératrice Kōgyoku et précédant l'ère Hakuchi. Cette ère couvre la période allant du mois d'août 645 au mois de février 650. L'empereur régnant est Kōtoku Tennō (孝徳天皇) .

## Changement de l'ère
L'ère Taika est proclamée lors de la troisième année du règne de l'impératrice Kōgyoku (645). Kōtoku, en montant sur le trône, introduit le premier au Japon l'usage des nengō ou titres honorifiques des années du règne des empereurs. Il nomme les premières années du sien, l'ère Taika.

## Événements de l'ère Taika
- Taika gannen (大化元年) ou Taika 1 (645) : Kōtoku introduit la réforme de Taika (大化の改新, Taika no kaishin). Cette  réforme systématique (律令, ritsuryō ou ritsuryô) consiste en une série d'articles rédigés sous le règne de l'empereur Kōtoku. L'empereur divise l'empire en huit provinces, ce qui règle le rang de tous les officiers du gouvernement qu'il distingue par dix-neuf sortes de bonnets de formes et de couleurs différentes, d'après leur rang[1].
- Taika 1 (645) : l'empereur Kōtoku quitte Asuka, capitale classique jusqu'alors. Il transfère la capitale à Naniwa aux environs de la baie d'Osaka et y centralise sans tarder le pouvoir. Kōtoku réside dans un palais qu'il a fait nouvellement construire sur un promontoire. Le nom de ce palais est Toyosaki no Miya à Nagara, dans le voisinage de Naniwa dans la province de Settsu (摂津国)[2].
- Taika 2, le 1er du 1er mois (646) : Kōtoku fixe les jours des grandes audiences de la cour. Il établit, dans toutes les provinces de l'empire, des magistratures, des barrières et des relais de poste, divise le pays d'après les montagnes et les rivières, place des gouverneurs dans chaque province, et fixe le salaire des porteurs. Il nomme des chefs dans les districts et les villages, et le premier fait enregistrer le nombre des maisons et des habitants de chaque lieu, les impôts à payer et le produit des terres. Il introduit les revues de l'infanterie et de la cavalerie, il ordonne de prendre dans chaque centaine de familles une belle femme pour le service du palais. Tous les ans il envoie un officier dans chaque province pour examiner la conduite des gouverneurs. Il fait aussi construire des magasins et des arsenaux[3]. L'udaijin Sogo Yamada Isikawa maro est chargé de l'avertir de toutes les fautes qu'il pourrait commettre dans le gouvernement. C'est lui qui invente et introduit en grande partie l'étiquette qu'on observe encore à la cour. Naka no Ōe-shinno et le régent Nakatomi no Kamatari lui conseillent toutes ces mesures[4].
- Taika 5, le 7e du 3e mois (649) : le sadaijin Abe no Kurahashi Maro meurt[4].
- Taika 5, le 20e du 4e mois (649) : Kose no Toko no Ō-omi (593-658) est fait sadaijin, presque après la mort de son prédécesseur[5].
- Taika 5, 3e mois (649) : Sogo-no Kiyouga, frère cadet de l'udaijin Soga Yamada Ishikawa Maro, ayant informé l'empereur que son frère aîné trame un conspiration, l'empereur envoie des gens armés à sa demeure pour le mettre à mort. Yamada se suicide. Dans la suite, lorsque son innocence est prouvée, son frère Kiyouga est exilé en Tokachi (十勝国) sur l'île d'Hokkaido, qui est alors un pays sauvage et peu peuplé[4].
- Taika 5, 4e mois (649) : Ōtomo Nagatoko no Muraji est fait udaijin ; il a le droit de porter le chapeau de pourpre[5].
- Taika 5 (649) : Établissement du nouveau système du gouvernement (le hasshō hyakkan), huit administrations ou ministères et cent bureaux[6].
- Taika 6 (650) : on envoie de la province de Nagato à l'empereur un faisan blanc, ce qui est jugé d'un heureux présage. L'empereur en est très content et mande toutes les personnes de sa cour pour leur montrer cet oiseau. À cette occasion, le nengō est changé en Hakuchi, qui veut dire Faisan blanc. Le prince de Nagato est avancé en rang d'un degré et tous les prisonniers de l'Empire sont libérés[7].